# Héctor Loureiro
Héctor Loureiro, vollständiger Name Héctor Ramón Loureiro Ferraro, (* 22. November 1952 in Montevideo) ist ein ehemaliger uruguayischer Fußballspieler.

## Karriere

### Verein
Der 1,80 Meter große, „Pocho“ genannte Defensivakteur Loureiro, dessen Vater bereits als Mittelfeldspieler für Nacional Montevideo gespielt hatte, stand 1971 in Reihen des montevideanischen Vereins Sud América. Insgesamt ein Jahrzehnt lang, unter anderem von 1973 bis 1978 und abermals 1985 spielte er für Sociedad Deportiva Aucas in Ecuador. 1974 stieg er mit der von Ernesto Guerra trainierten Team als Meister der Serie B in die höchste Spielklasse auf. 1975 erreichte er mit seiner Mannschaft an der Seite von Mitspielern wie dem Brasilianer Ubiracy Da Silva, dem Argentinier Héctor Siles sowie den Ecuadorianern Rómulo Dúdar Mina, Alberto Carrera und Torwart Walter Pinillos den dritten Platz in der Saisonabschlusstabelle der Serie A. Insgesamt verweilte er mit seinem Klub von 1975 bis 1977 in der höchsten ecuadorianischen Spielklasse. Auch stand er 1980 in Ecuador an der Seite von Spielern wie Rómulo Dúdar Mina, Silvano Stacio, Enrique Garrido und Marco Constant eine Spielzeit lang bei Macará unter Vertrag. Ein weiteres Jahr spielte er zudem für Universidad Católica, womit er in seiner gesamten Karriere zwölf Jahre im ecuadorianischen Fußball verbrachte. 1985 beendete er seine Profi-Karriere.

### Nationalmannschaft
Héctor Loureiro gehörte auch der uruguayischen Junioren-Nationalmannschaft an, die 1971 an der Junioren-Südamerikameisterschaft in Paraguay teilnahm und den zweiten Platz belegte. Im Verlaufe des Turniers wurde er von Trainer Rodolfo Zamora viermal (kein Tor) eingesetzt.

### Erfolge
- Junioren-Vize-Südamerikameister 1971

## Privates
Mit seiner Frau Rosa Olivera hat er drei Kinder. Nach der Karriere ließ er sich in Ambato nieder und eröffnete eine Pizzeria. Im Jahr 2006 lebte er bereits seit 32 Jahren in Ecuador und hatte zu diesem Zeitpunkt seit 23 Jahren die ecuadorianische Staatsbürgerschaft inne. Sein Sohn Esteban ist ebenfalls Fußballspieler und spielte im Jahre 2006 für Macará.